# Зайцев, Анатолий Сафронович
Анато́лий Сафро́нович За́йцев (род. 30 января 1939) — советский, российский дипломат. Чрезвычайный и полномочный посол (1985).

## Биография
Окончил Институт восточных языков при МГУ им. М. В. Ломоносова (1962), аспирантуру при Институте народов Азии АН СССР (1966) и Курсы усовершенствования руководящих дипломатических кадров при Дипломатической академии МИД СССР (1988). Кандидат экономических наук. Владеет английским, французским и вьетнамским языками. На дипломатической работе с 1966 года.
- В 1962—1964 годах — сотрудник Аппарата советника по экономическим вопросам при Посольстве СССР в Демократической Республике Вьетнам.
- В 1964—1966 годах — младший научный сотрудник в Институте народов Азии АН СССР.
- В 1966—1969 годах — сотрудник посольства СССР во Вьетнаме.
- В 1983—1988 годах — заведующий Отделом Юго-Восточной Азии МИД СССР.
- С 20 ноября 1989 по 5 июля 1994 года — чрезвычайный и полномочный посол СССР, затем (с 1991) России в Республике Конго[1][2].
- В 1994—1996 годах — директор Четвёртого департамента Азии МИД России.
- В 1996—1998 годах — директор Четвёртого департамента стран СНГ МИД России.
- С 2 апреля 1998 по 28 февраля 2002 года — чрезвычайный и полномочный посол России в Исландии[3][4].

## Награды
- Медаль «За трудовую доблесть»;
- Медаль «За трудовое отличие»;
- Медаль «В память 850-летия Москвы» (1997);
- Медаль ордена «За заслуги перед Отечеством» II степени (4 марта 1998) — За большой вклад в проведение внешнеполитического курса России и многолетнюю добросовестную работу[5];
- Медаль «200 лет МИД России» (2002).

## Семья
Женат, имеет дочь.

## Сочинения
- Зайцев А.С. Полвека с Вьетнамом. Записки дипломата: 1961—2011. — М.: Человек, 2020. — 200 с. + 28 с. вкл. — ISBN 9785906132437